# Prasophyllum venustum
Prasophyllum venustum là một loài thực vật có hoa trong họ Lan. Loài này được David Lloyd Jones và Dean T. Rouse mô tả khoa học đầu tiên năm 2008.

## Từ nguyên
Tính từ định danh giống trung venustum (giống đực: venustus, giống cái: venusta) là tiếng Latinh để chỉ thanh tú, duyên dáng, quyến rũ, đáng yêu; để nói tới kiểu phát triển cao thanh nhã và những bông hoa hấp dẫn của loài này.

## Phân bố
Loài bản địa Lãnh thổ Thủ đô Úc (ACT), nhưng có thể có tại bang New South Wales bao quanh ACT, Australia.